# Minamoto no Yorimitsu
Minamoto no Yorimitsu(源 頼光), född 948, död 29 augusti 1021, också känd som Minamoto no Raikō, tjänade tillsammans med sin broder Minamoto no Yorimitsu regenterna i Fujiwara-klanen. Han var en av tidigaste bland Minamoto-klanens medlemmar, som utmärkte sig militärt. Han blev känd som den som kväste rövarna i Ōeyama. 
Yorimitsu tjänade som befälhavare över ett regemente vid Kejserliga Vakten och en period även som sekreterare vid Krigsministeriet. Från sin far, Minamoto no Mitsunaka ärvde han Settsu-provinsen.
Yorimitsu förekommer i en mängd legender och berättelser. En av de mest kända är legenden om Kintaro, ”den gyllene gossen”. I berättelserna är han vanligen åtföljd av de fyra följeslagarna, Shiten-nō (ungefär ”De Fyra Väktarkungarna”). De kallas Watanabe no Tsuna, Sakata no Kintoki, Urabe no Suetake och Usui Sadamitsu.

## Yorimitsu i populärkulturen
Minamoto no Yorimitsu förekommer i den japanska skräckfilmen ”Kuroneko” (1968) regisserad av Kaneto Shindoq.